# Valentyna Salamakha
Valentyna Salamakha (født 23. april 1986 i Kropyvnytskyj, Ukraine) er en aserbajdsjansk håndboldspiller som spiller for SG BBM Bietigheim og har tidligere optrådt for Aserbajdsjans kvindehåndboldlandshold.